# Kravaře
Město Kravaře (dříve Kravaře u Opavy, německy Deutsch Krawarn či jen Krawarn, slezsky Krawôrz, polsky Krawarze nebo Krawarz) leží v okrese Opava. Žije zde přibližně 6 700 obyvatel.
Ve vzdálenosti 8 km západně leží statutární město Opava, 13 km východně město Hlučín, 19 km jižně město Bílovec a 20 km východně statutární město Ostrava. S výjimkou Dvořiska bylo území Kravař součástí Hlučínska, s nímž sdílelo jeho osudy.

## Části obce
- Kravaře
- Dvořisko
- Kouty

Všechny tři části leží na katastrálním území Kravaře ve Slezsku.

## Název
Jako jméno obce slouží pojmenování jejích obyvatel: Kravaři znamenalo „chovatelé (pastýři) krav“. V místním nářečí je jméno jednotného čísla (Kravař), což se objevuje i v písemných dokladech ze 16. a 19. století. Od roku 1629 doložen přívlastek Německé (Deutsch) na odlišení od Polských Kravař (jejichž dnešní jméno zní Krowiarki) ležících severozápadně od Ratiboře.

## Historie
První zmínka o obci pochází z roku 1224. Mezi lety 1224 a 1263 obdrželi kravařské panství členové rodu Benešoviců.

## Pamětihodnosti

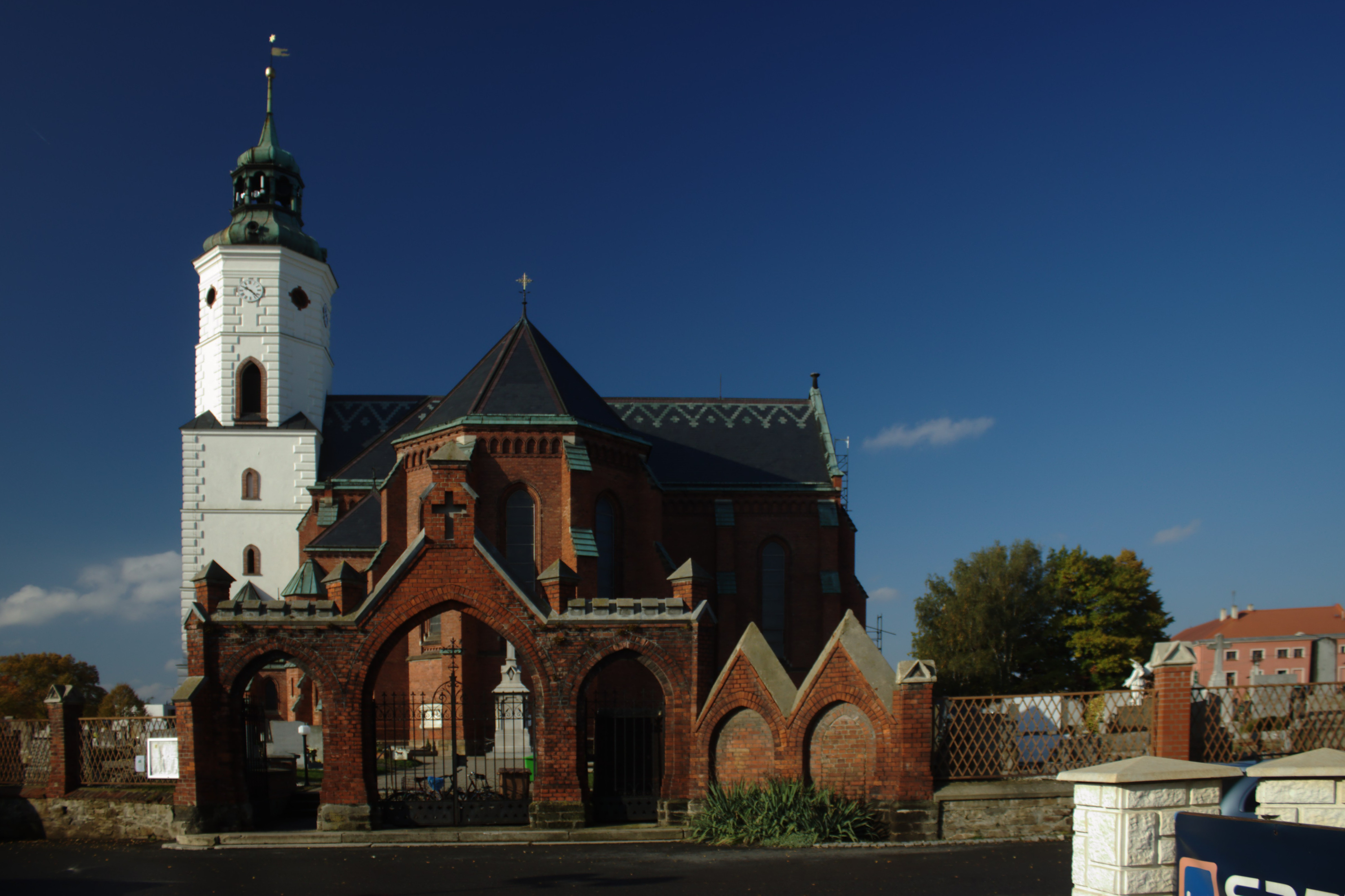
kostel svatého Bartoloměje

- barokní zámek Kravaře,[6][7] [8]ve kterém se nachází Zámecké muzeum (Muzeum Hlučínska). Jeho nejhodnotnější částí je zámecká kaple archanděla Michaela s původním dochovaným interiérem z počátku 18. století (ostatní interiéry byly zničeny při požáru zámku r. 1937) a zámecká zahrada (cca 20 ha, na velké části bylo zbudováno golfové hřiště, z dřevin jsou cenné především mohutné exempláře dubu letního a lip srdčitých).
- Klášter kongregace Služebnic Nejsvětějšího Srdce Ježíšova (dnes MÚ), chrám svatého Bartoloměje[9] a fara[10] (vše v cihlové neogotice[11] typické pro Slezsko), projektantem byl kravařský rodák Josef Seyfried – architekt, stavitel a hudebník (známý z četných dalších realizovaných projektů sakrálních i profánních staveb na Hlučínsku a v dnešním Polsku je – podobně jako v rodných Kravařích – nejvýznamnější komplex církevních staveb v nedalekých Sudicích)
- Socha svatého Jana Nepomuckého na ul. Petra z Kravař (poblíž ul. Náměstí)

## Partnerská města
- Lubliniec, Polsko
- Woźniki, Polsko
- Lisková, Slovensko

## Zajímavosti
V roce 1941 se zřejmě ve zdejší chovatelské stanici Franze Czerneho narodila Hitlerova fena Blondi.

## Osobnosti
- Karl Düsterberg (1917–2014),[13] německý podnikatel, zakladatel potravinářského koncernu Apetito a průkopník v oblasti hluboce zmražených potravin[14]
- Alois Hadamczik (* 1952), trenér české hokejové reprezentace
- prof. PhDr. Josef Jařab, CSc., dr. h. c. (1937–2023), amerikanista, v letech 1990–97 rektor Univerzity Palackého, bývalý senátor
- Augustin Kaluža (1776–1836), rodák z Koutů, přírodovědec, kněz, učitel na gymnáziu ve Vratislavi, knižně vydal pět děl o přírodě Slezska
- šlechtický rod pánů z Kravař
- Petr z Kravař (1389–1434), moravský šlechtic, který byl příslušníkem rodu pánů z Kravař
- Pavel Kravař (1391–1433), husitský emisař
- Michal Sendivoj ze Skorska (1566–1636), alchymista a chemik, majitel Kravař
- Josef Seyfried (1865–1923), architekt a stavitel (autodidakt), projektoval a stavebně upravil četné významné církevní i profánní stavby a celky tehdejšího Pruska (dnes Hlučínsko a příhraniční Polsko), jeho nejvýznamnější charakterizující stavby v severské cihlové neogotice
- Leo a Alice Stoklasovi – od roku 1990 významní podnikatelé s textilní galanterií a bižuterií[15]
- PhDr. Erich Šefčík (1945–2004), archivář, historik, numismatik, vlastivědec, zakladatel Zámeckého muzea, autor stovek odborných článků a několika monografií
- doc. PhDr. Ondřej Šefčík, PhD. (* 1974), český obecný lingvista, indoevropeista, bohemista a slavista, specializující se na fonologii, syn Ericha Šefčíka
- Marie Šindelářová (rozená Holubková, pseudonymem Ludmila Hořká) – nar. 1892 ve Dvořisku, pohřbena na sousední Štítině (1966), významná regionální spisovatelka a sběratelka lidové slovesnosti
- Ivo Žídek (1926–2003), jeden z nejvýznamnějších českých tenorů (např. Jeník z Prodané nevěsty), od roku 1948 člen operního souboru ND a v letech 1989–1991 ředitel ND, od roku 2005 po něm pojmenována Základní umělecká škola Ivo Žídka v Kravařích
- Monika Brzesková (* 1977), rozená Žídková, Miss ČR, Miss Europe 1995, starostka Kravař (od 2014 dosud)

## Galerie

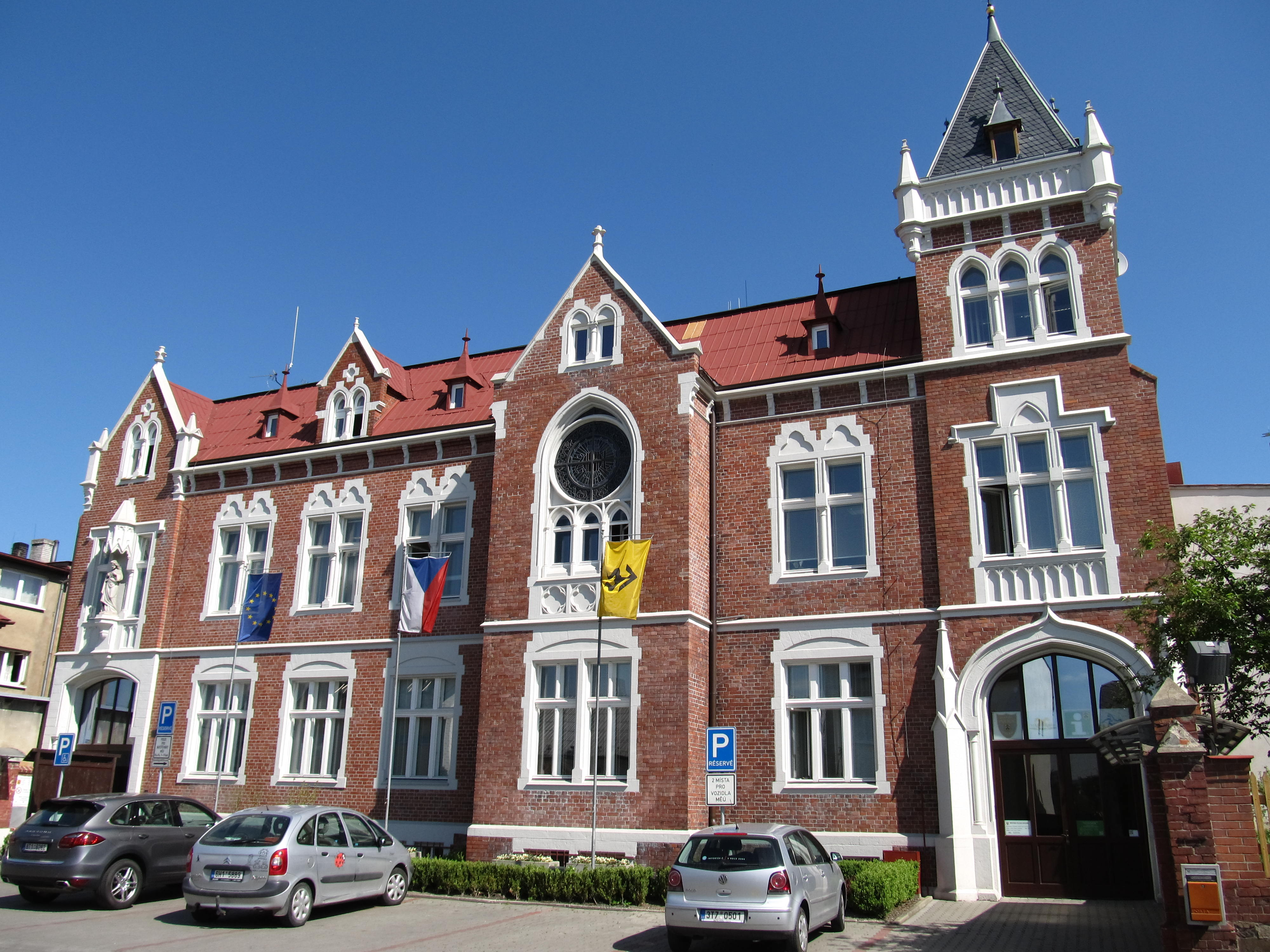
Radnice
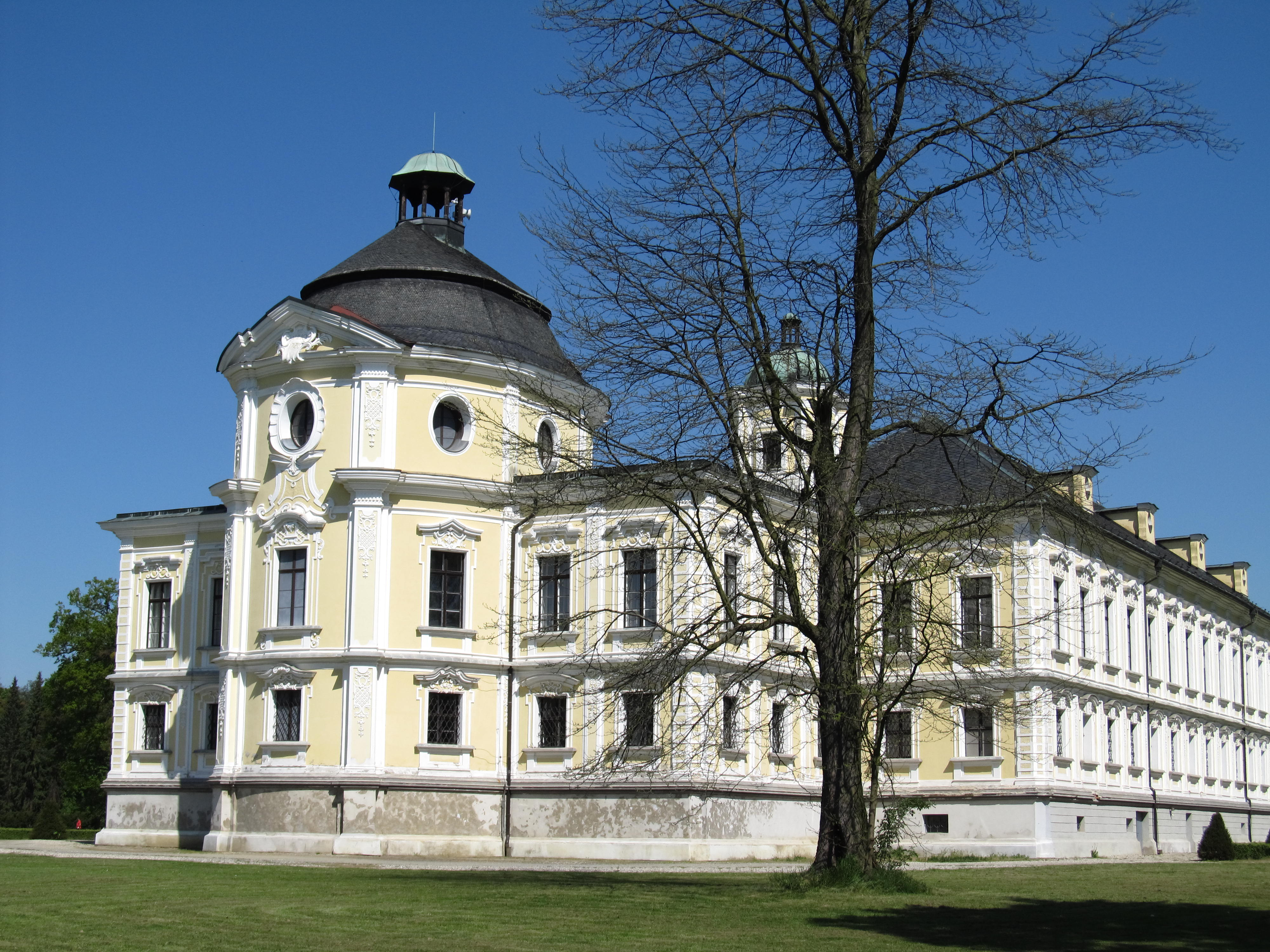
Zámek
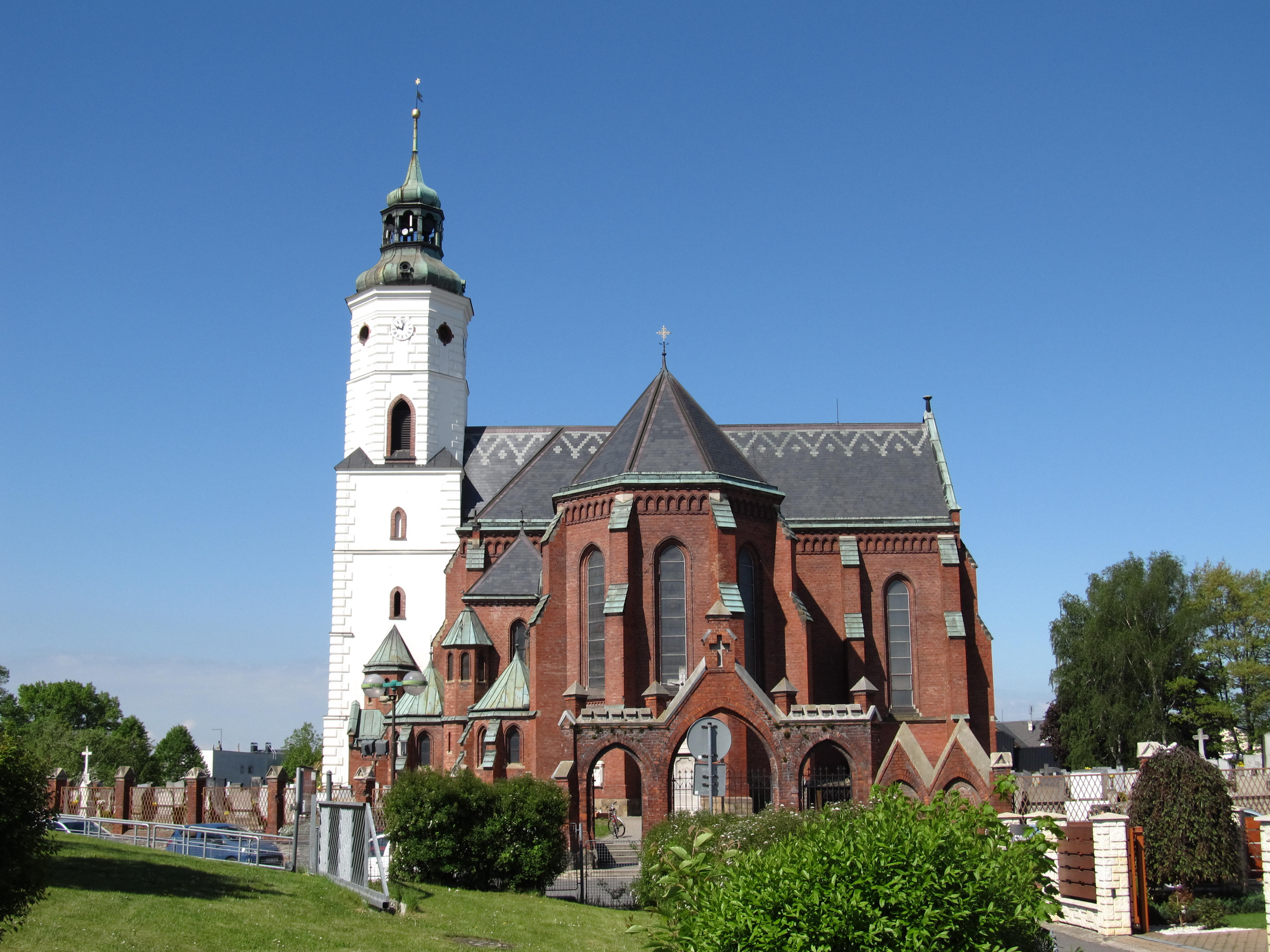
Kostel sv. Bartoloměje
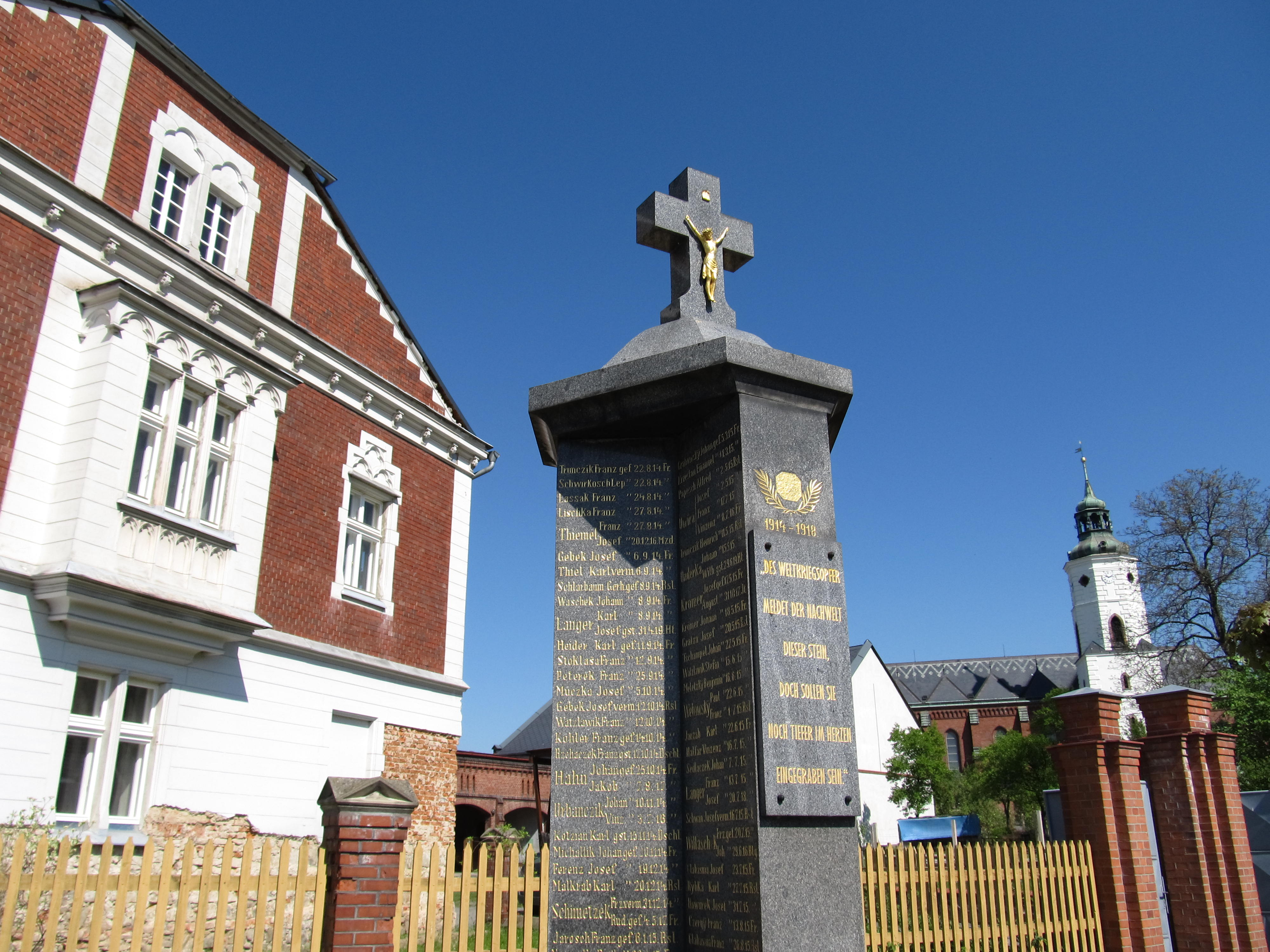
Památník obětem první světové války
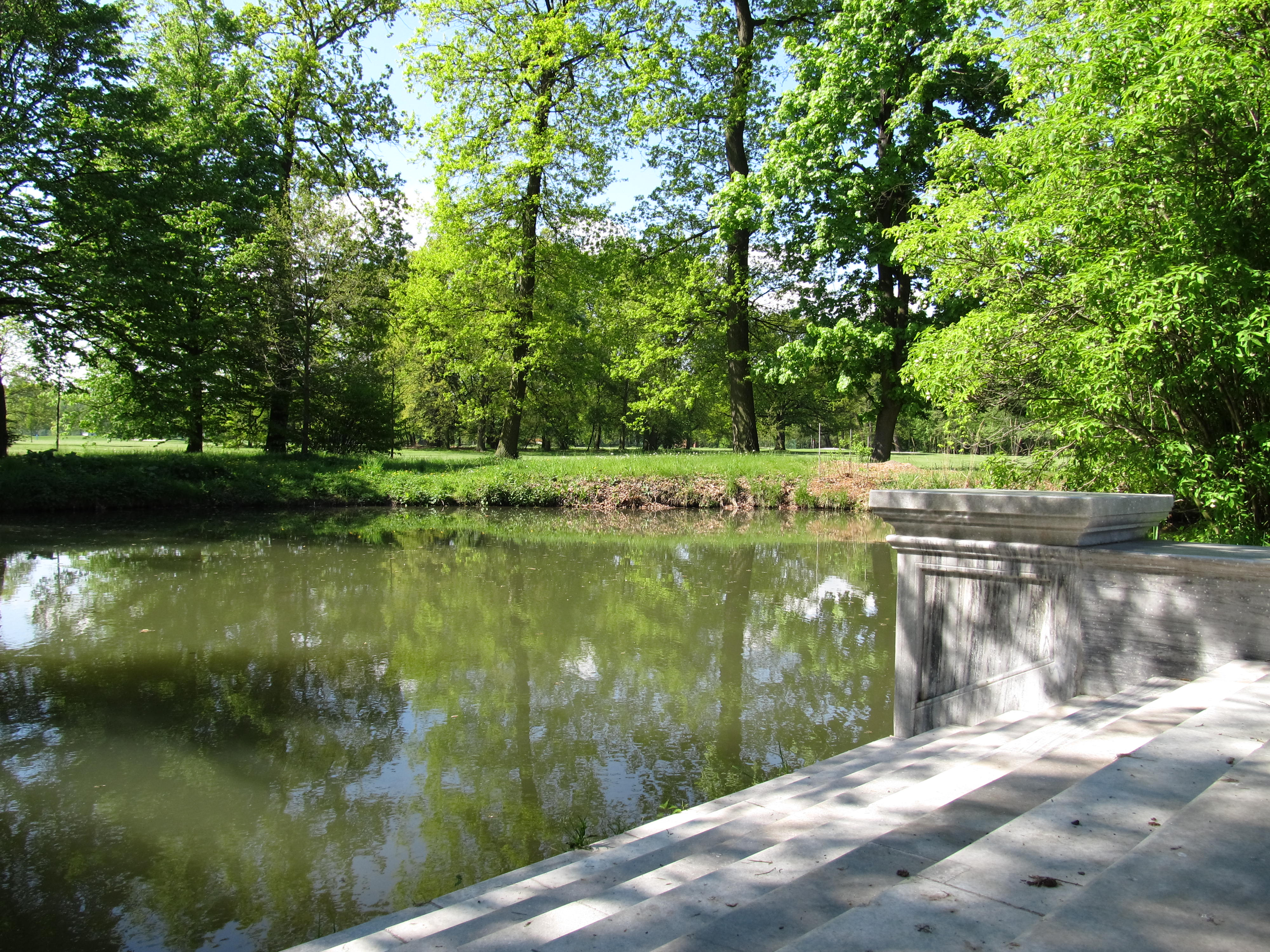
Zámecký park
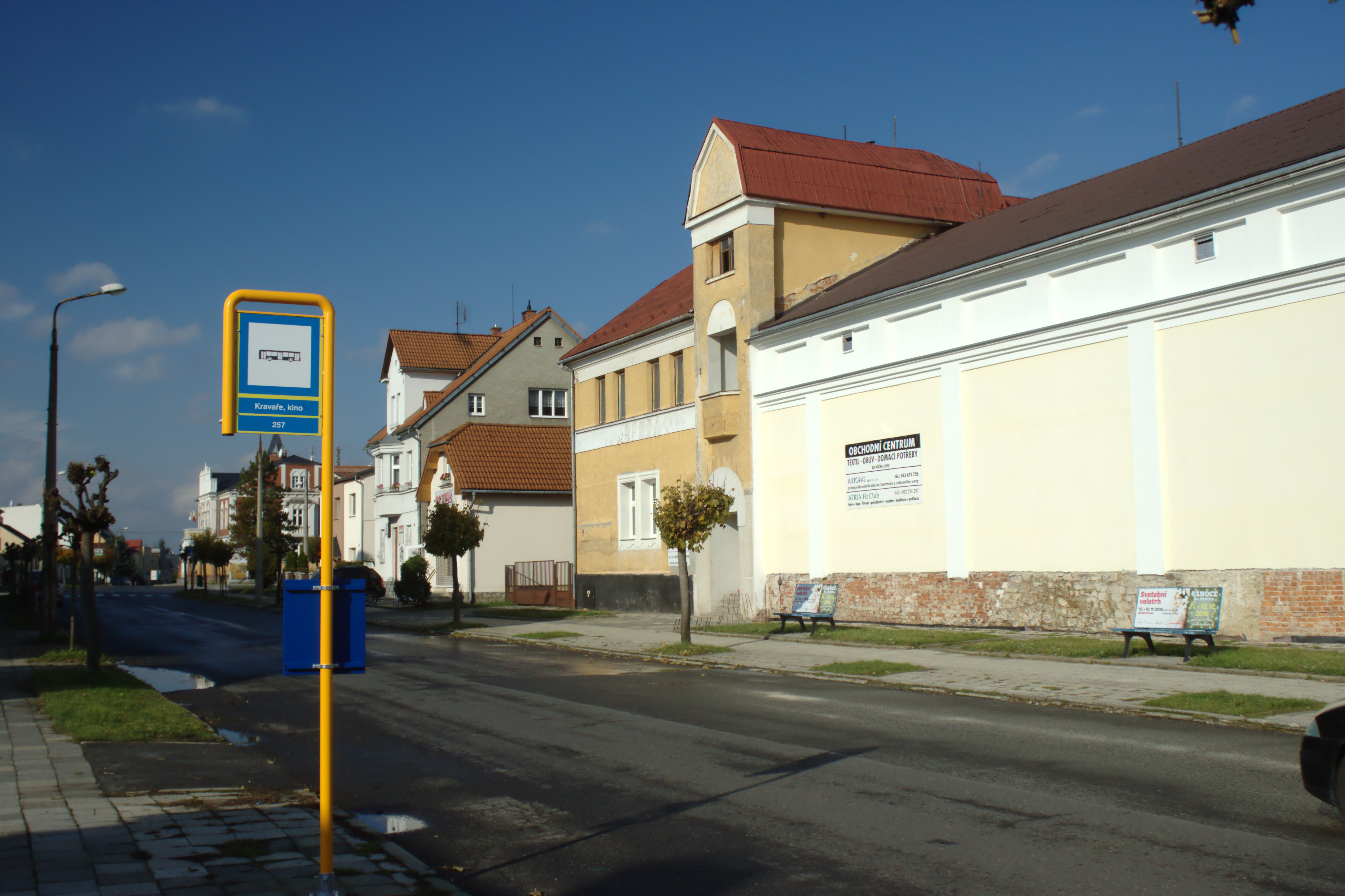
Autobusová zastávka
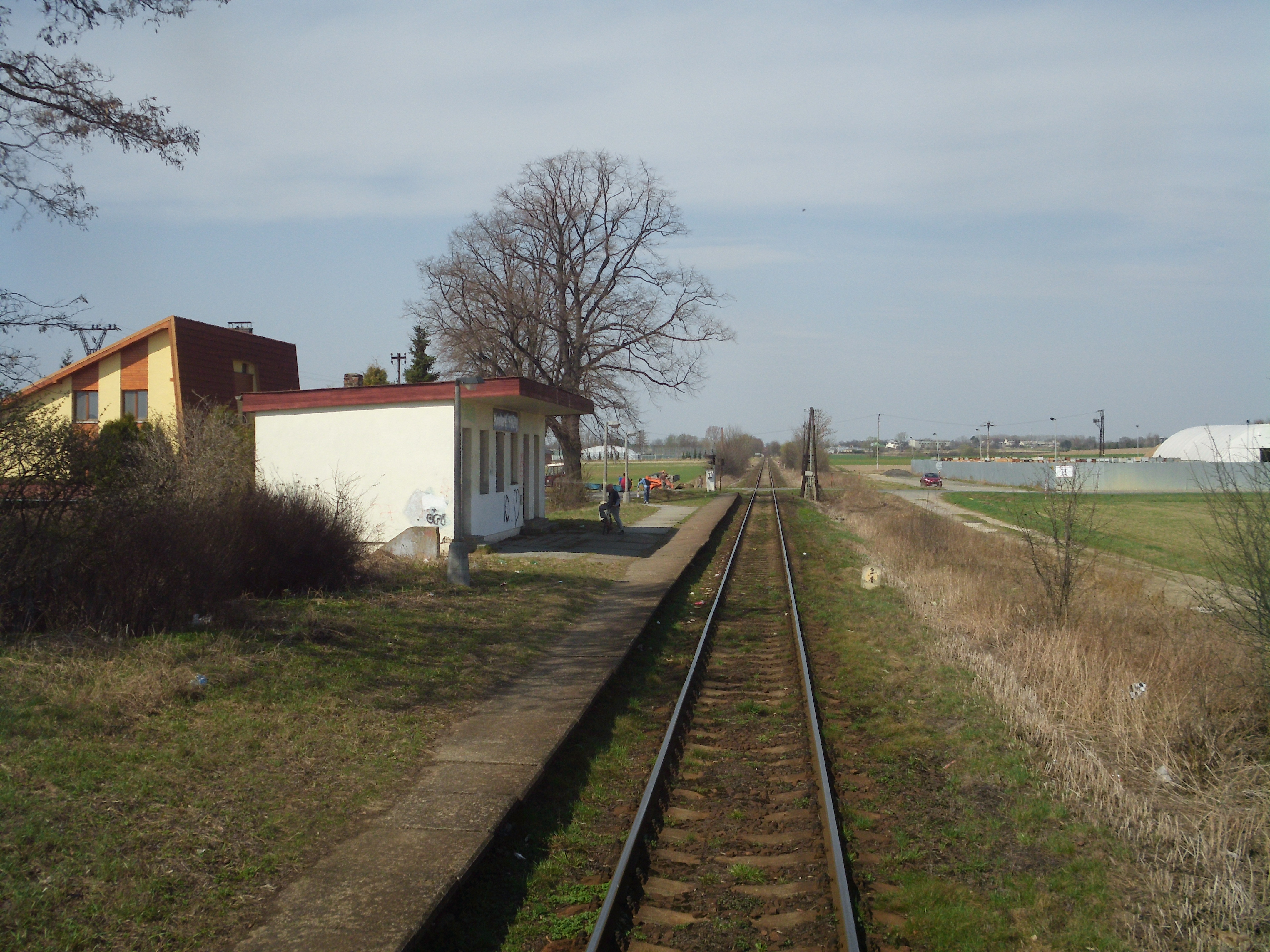
Vlaková zastávka Kravaře-Kouty
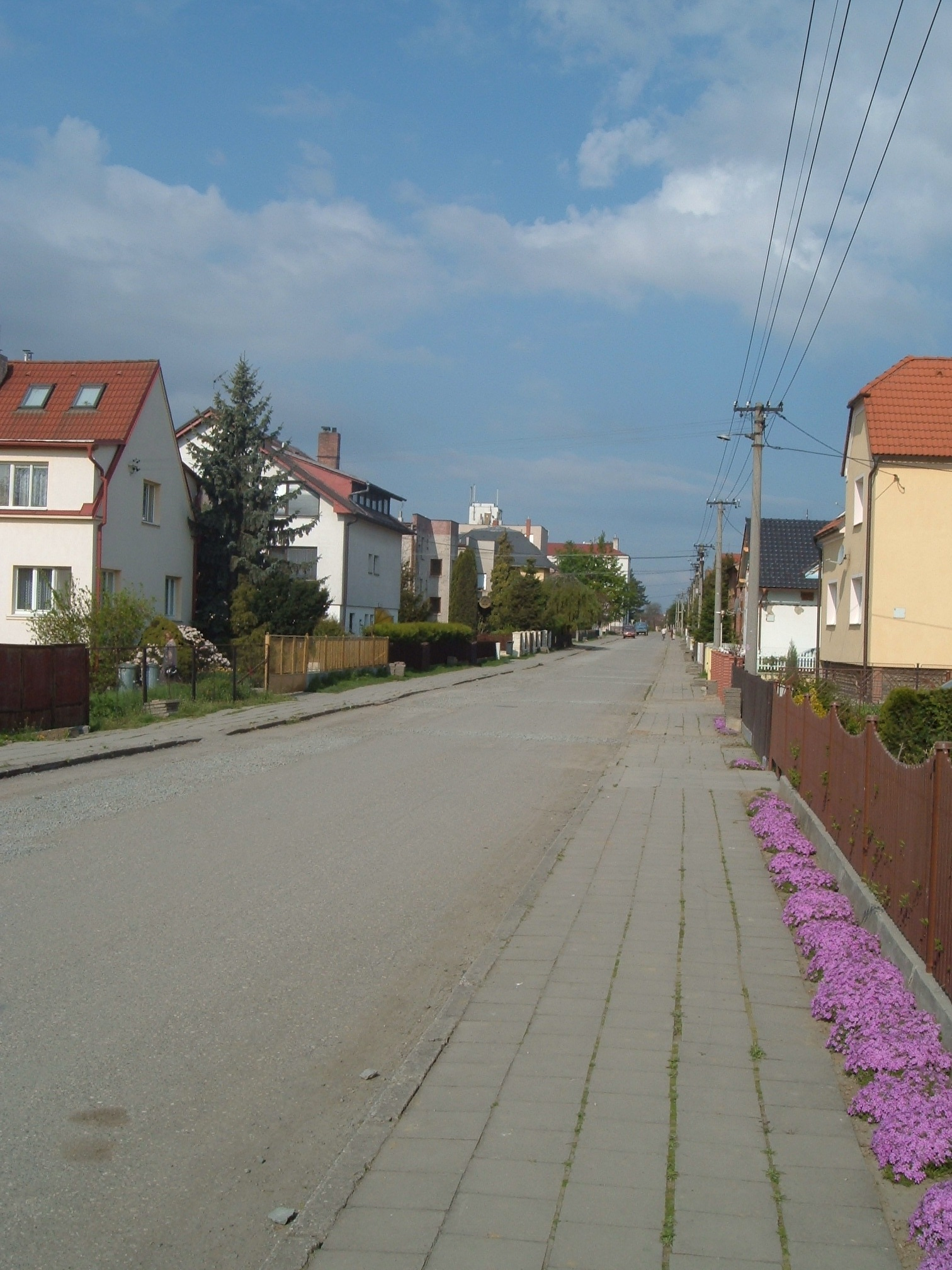
Ulice